# Аэробус (группа)
Аэро́бус — советская музыкальная группа, созданная  Юрием Антоновым.

## Деятельность
Группа «Аэробус» была основана в 1982 году певцом и композитором Юрием Антоновым для его концертной деятельности.
Руководителем группы первоначально был бывший бас-гитарист ВИА «Кобза» Вадим Лащук. Участниками группы в разное время были Евгений Маргулис, Сергей Кавагоэ, Вадим Голутвин, Виктор Буянов, Екатерина Семёнова, Игорь Кларк и другие. 
С группой «Аэробус» Антонов записал пластинки "Поверь в мечту" (записан в 1984, выпущен в 1985) и "Долгожданный самолёт" (1985). 
В 1986 году после резкой смены состава группу возглавил бывший гитарист «Синей птицы» Игорь Шабловский, а Антонов стал выступать с не имевшим названия аккомпанирующим ансамблем.